# Molins de Tarrés

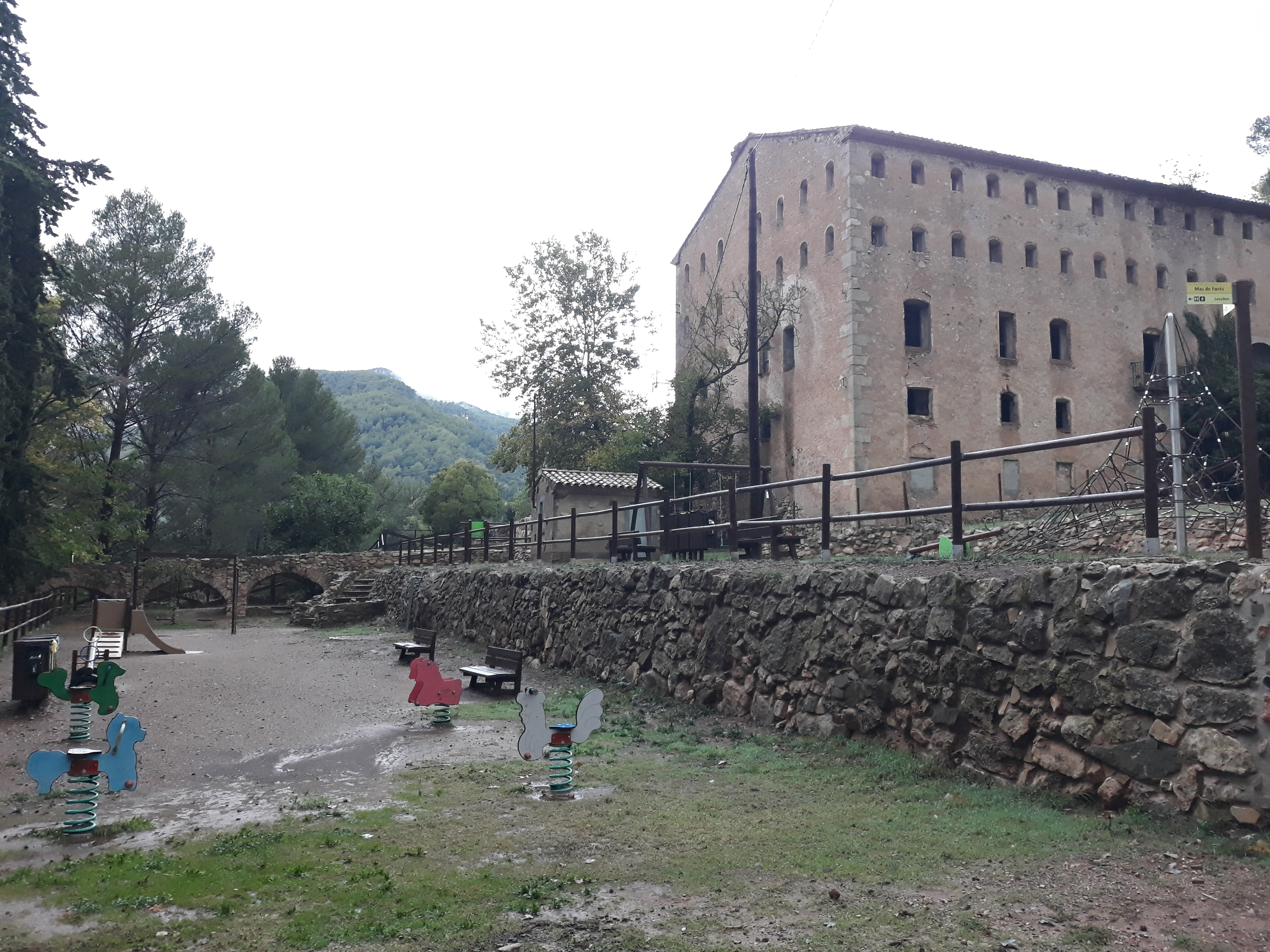
área recreativa

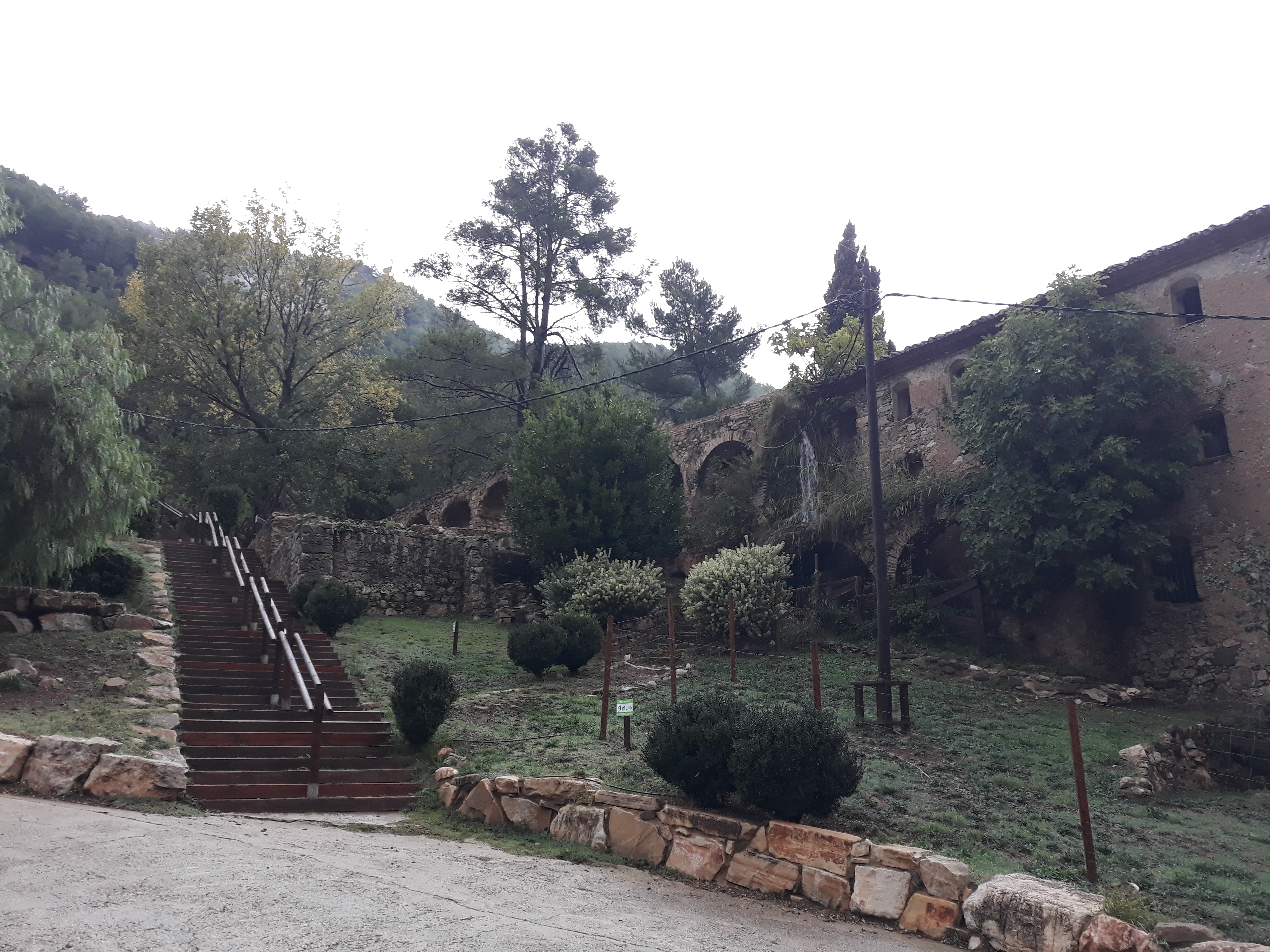
zona recreativa

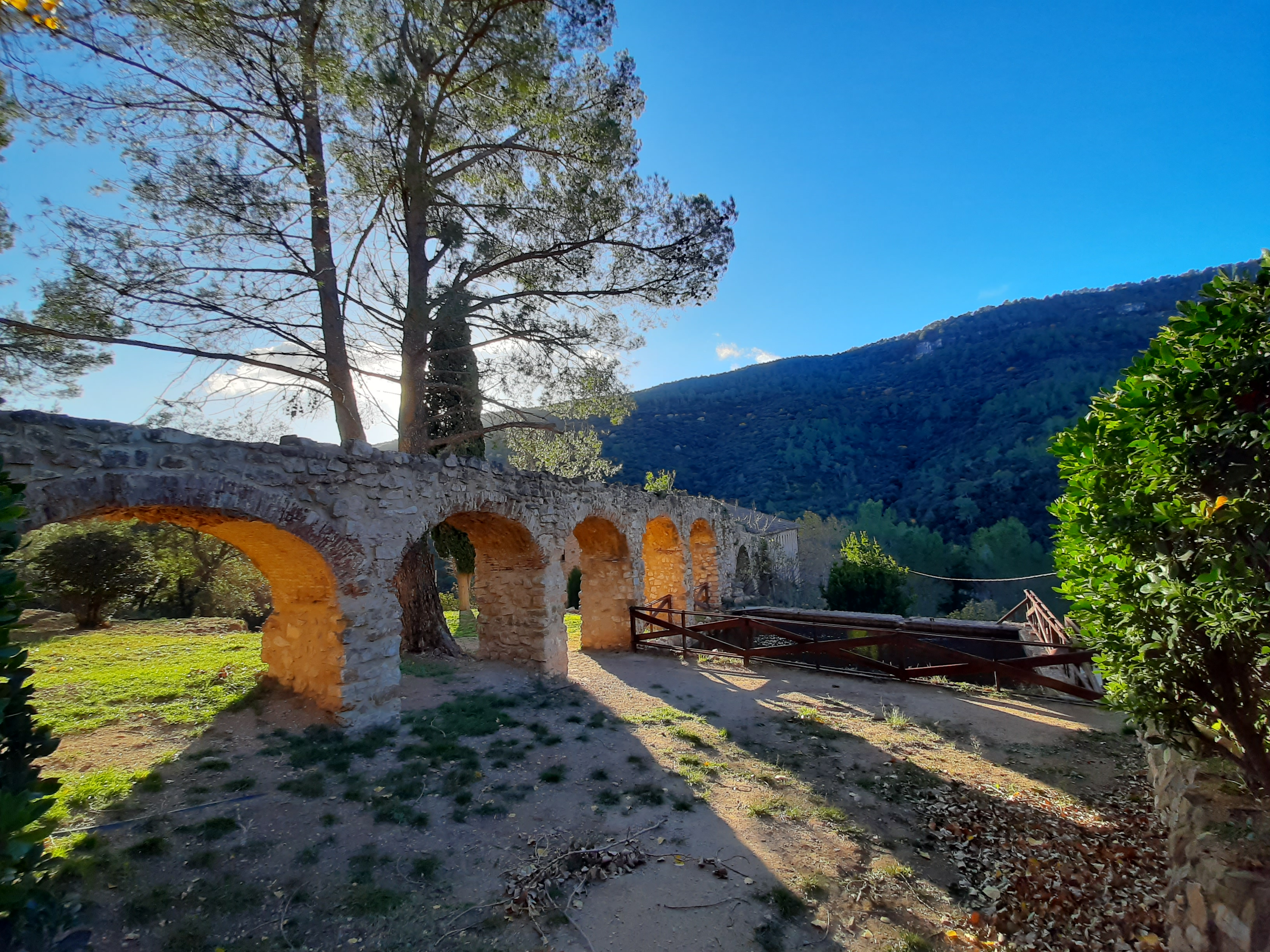
Aqueducte

Els Molins de Tarrés, Tarrès o Terrers, són un conjunt de molins del municipi d'Alcover (Alt Camp) inclosos en l'Inventari del Patrimoni Arquitectònic de Catalunya.

## Descripció
Es tracta d'un conjunt de tres edificis esglaonadament situats per damunt del riu Glorieta, en un lloc proper al mas de Forès. Presenten les característiques pròpies dels molins paperers de Catalunya: grans proporcions, planta rectangular i coberta de teula a dues vessants. Així mateix, constitueix una característica específica d'aquest tipus d'edificació l'existència de nombroses finestres que s'arrengleren horitzontalment als pisos alts de les quatre façanes. La funció d'aquestes finestres era la de ventilació per a l'assecat del paper. Les obertures dels molins de Tarrés són predominantment d'arc d'escarser.
L'obra és de pedra picada amb carreus regulars als angles.

## Història
L'aparició dels molins paperers a Catalunya es remunta a l'època medieval (S.XII-XIII). A Alcover la indústria paperera fou fonamental per al desenvolupament econòmic del segle S.XVIII, i mantingué la seva importància al llarg del segle xix fins que entrà en crisi vers les darreries de segle.
Els molins de Tarrés (o de Terrers) s'integren en un conjunt de construccions papereres distribuïdes al llarg del riu Glorieta, que produïen paper de diverses qualitats (d'estrassa, blanc, continu, de fumar).
En l'actualitat, un dels tres edificis es troba habitat i és de propietat privada. Els altres dos estan mig en ruïnes.

## Referències

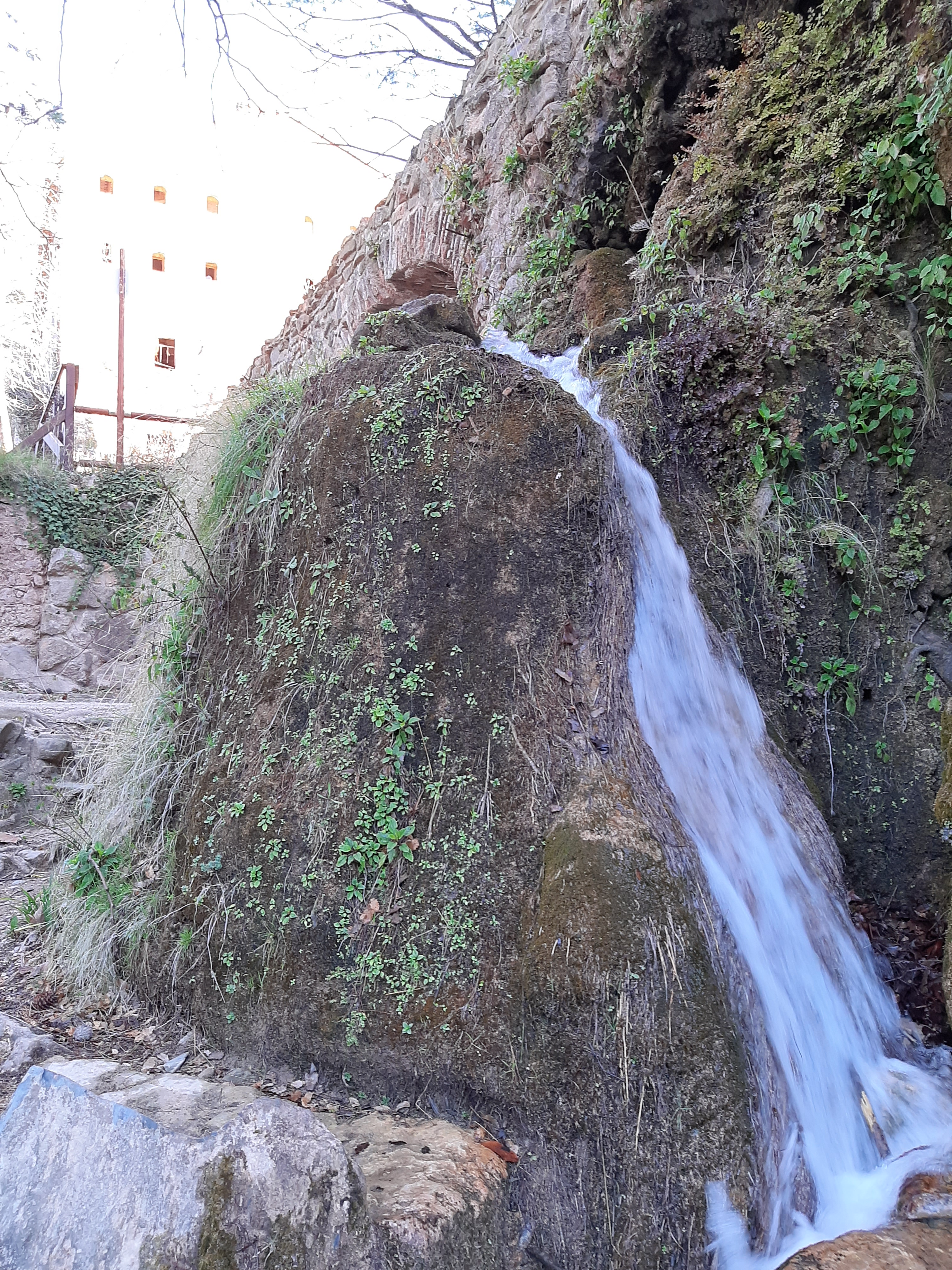
pas d'aigua